# Extreme (álbum)
Extreme es el primer álbum de estudio del grupo estadounidense de hard rock Extreme, lanzado en 1989.
El álbum ha sido descrito principalmente como glam metal, pero tambiéncomo funk-metal, y hard rock. Se vendieron 300 000 unidades.

## Listado de canciones
| LP original |                                          |                      |          |  |
| N.º         | Título                                   | Música               | Duración |  |
| 1.          | «Little Girls»                           | Bettencourt, Cherone | 3:47     |  |
| 2.          | «Wind Me Up»                             | Bettencourt, Cherone | 3:37     |  |
| 3.          | «Kid Ego»                                | Bettencourt, Cherone | 4:04     |  |
| 4.          | «Watching Waiting»                       | Bettencourt, Cherone | 4:54     |  |
| 5.          | «Mutha (Don't Wanna Go to School Today)» | Bettencourt, Cherone | 4:52     |  |
| 6.          | «Teacher's Pet»                          | Bettencourt, Cherone | 3:01     |  |
| 7.          | «Big Boys Don't Cry»                     | Bettencourt, Cherone | 3:34     |  |
| 8.          | «Smoke Signals»                          | Bettencourt, Cherone | 4:14     |  |
| 9.          | «Flesh 'N' Blood»                        | Bettencourt, Cherone | 3:31     |  |
| 10.         | «Rock a Bye Bye»                         | Bettencourt, Cherone | 5:57     |  |
| 11.         | «Play With Me»                           | Bettencourt, Cherone | 3:29     |  |
| 42:60       |                                          |                      |          |  |

## Posicionamiento

### Álbum
| Año  | Trabajo | Lista         | Posición |
| ---- | ------- | ------------- | -------- |
| 1989 | Extreme | Billboard 200 | 80       |

### Sencillos
| Año  | Trabajo   | Lista                  | Posición |
| ---- | --------- | ---------------------- | -------- |
| 1989 | «Kid Ego» | Mainstream Rock Tracks | 39       |

## Créditos
- Pat Badger — Voz, guitarra
- Nuno Bettencourt — Guitarra
- Gary Cherone — Diseño
- Extreme — Productor
- Paul Geary — Batería
- Jeff Gold — Dirección de arte
- Nigel Green —	Mezcla
- Mack — Productor
- Mack 10 — Ingeniero
- Rapheal May —	Armónica
- Bob St. John — Ingeniero
- Harris Savides — Fotografía